# My Kinda People and the Big To-Do
«My Kinda People and the Big To-Do» es el episodio final de la serie de televisión de comedia de situación estadounidense Mom. El episodio se emitió el 13 de mayo de 2021. Este episodio es el 170 de la serie. En este episodio, Bonnie adquiere una nueva perspectiva sobre su sobriedad tras enfrentarse a una noticia difícil. Además, Jill y Andy dan un gran paso en su relación. El episodio fue escrito por Chuck Lorre, Nick Bakay, Gemma Baker y Warren Bell, y fue dirigida por James Widdoes.

## Argumento
Bonnie (Allison Janney) conoce a una compañera adicta llamada Shannon (Melanie Lynskey) y la convence de que le dé una oportunidad a Alcohólicos Anónimos. Escucha a Shannon, donde cuenta que lo está pasando fatal con su madre, Jolene (Rondi Reed), que también es adicta. Mientras tanto, Jill (Jaime Pressly), embarazada de cuatro meses, está encantada de estar embarazada pero también se queja de las frecuentes idas al baño.
Bonnie también descubre que Adam (William Fichtner) tiene cáncer de pulmón. Pero en lugar de perder el control, mantiene la calma y le dice a su esposo que lo superarán juntos. Esto lleva a un juego telefónico en el que Bonnie despierta a Marjorie (Mimi Kennedy) para compartir las noticias médicas de Adam, justo antes de recibir una llamada de Shannon, cuya madre abusiva está intentando atacarla. Bonnie recibe entonces una llamada más alegre de Jill, que le informa de que se va a casar con Andy (Will Sasso), al día siguiente en el ayuntamiento. En la consulta del médico, Adam se da cuenta de cómo Bonnie está lidiando con el tipo de situación de la que antes habría huido, diciendo que no es la misma mujer que conoció hace cinco años.
La pareja recibe una noticia relativamente buena del médico: El caso de Adam se detectó a tiempo y es muy tratable. Después, Bonnie se reúne con sus amigas Jill, Marjorie, Tammy (Kristen Johnston) y Wendy (Beth Hall) en el ayuntamiento. Antes de la ceremonia, se enteran de que Shannon y Jolene, tras el altercado de la noche anterior, están detenidas en la comisaría de al lado. Andy puede sacarlas de la cárcel, pero hay una trampa: Deben permanecer bajo su custodia. Mientras la pareja pronuncia sus votos, las revoltosas invitadas a la boda comienzan a pelearse en el suelo.
En una reunión de 12 pasos esa noche, Bonnie comparte las noticias médicas de Adam con sus amigos, que le prometen su amor y apoyo mientras se unen en un abrazo grupal. El episodio termina con Bonnie hablando de los locos acontecimientos del día y dándose cuenta de lo agradecida que está por ser alcohólica y diciendo que se quiere a sí misma, a Adam, a Christy y a sus nietos. Expresa su agradecimiento a sus amigos de siempre y ofrece un reconocimiento salado a las recién llegadas Shannon y Jolene, que están en un lugar muy diferente en su recuperación. Se sienta y Wendy se acerca al frente y pregunta «¿Quién más quiere compartir?».

## Elenco

### Principal
- Allison Janney como Bonnie
- Mimi Kennedy como Marjorie
- Jaime Pressly como Jill
- Beth Hall como Wendy
- William Fichtner como Adam
- Kristen Johnston como Tammy

### Invitados
- Will Sasso como Andy
- Melanie Lynskey como Shannon
- Rondi Reed como Jolene
- George Anthony Bell como el Juez de paz
- Samantha Cutaran como la recepcionista

## Producción
El 17 de febrero de 2021, CBS anunció que la octava temporada de la serie sería la última. Los productores ejecutivos de la serie Chuck Lorre, Gemma Baker y Nick Bakay mencionaron al respecto: «Durante los últimos ocho años, hemos tenido el gran honor de dar vida a estos maravillosos personajes, compartiendo sus luchas y triunfos con millones de espectadores cada semana». También mencionaron: «Desde el principio, nos propusimos contar historias sobre la recuperación del alcoholismo y la adicción que rara vez se retratan en una serie de comedia de la cadena. Ya sea por las emotivas reacciones del público en directo en la noche de la cinta dentro del Stage 20, o por los debates en la Casa Blanca sobre la crisis de los opioides, o por las historias personales que seguimos recibiendo en las redes sociales, nos sentimos muy orgullosos de saber que Mom ha tenido un impacto positivo en tantas vidas. Estamos eternamente agradecidos a nuestro brillante elenco y a las estrellas invitadas, a los maravillosos guionistas y al increíble equipo por haber emprendido este viaje con nosotros».

## Tarjeta de vanidad
La tarjeta de vanidad firmada por Chuck Lorre, mostrada al final del episodio, era la siguiente:
«Hace ocho años nos propusimos hacer una comedia cuyo tema central fuera la esperanza. La esperanza de que la recuperación del alcoholismo y la adicción es posible. La esperanza de que el viaje puede estar lleno de amor, amistad y risas. La esperanza de que la gente puede cambiar, los errores pueden ser perdonados y las relaciones destrozadas pueden ser sanadas. Y, por último, la esperanza de que la vida, a través de todos sus altibajos, nunca tiene que afrontarse en solitario. Así que ese era nuestro objetivo. Nuestro programa no tan secreto. Durante ciento setenta episodios hemos envuelto las bromas en torno a la esperanza. En nombre de todos los que han participado en la realización de Mom, gracias por vernos. Gracias por su apoyo. Y, sobre todo, gracias a todos los hombres y mujeres que, durante generaciones, han llevado el mensaje: Hay una solución».

## Recepción

### Respuesta de la crítica
My Kinda People and the Big To-Do recibió reseñas positivas por parte de la crítica.
Brian Lowry de CNN escribió: «Mom nunca ha rehuido la idea de que la batalla continúa, filtrando las luchas financieras y los graves problemas de abuso de sustancias a través del espectro de una amplia comedia de la cadena. Hubo incluso un gran abrazo de grupo -con Janney, Pressly, Mimi Kennedy, Beth Hall y Kristen Johnson- en lo que se sintió como un guiño a The Mary Tyler Moore Show" Ocho temporadas es mucho tiempo para cualquier programa de televisión, pero quizás especialmente para uno como éste, con la carga añadida de la salida de la protagonista. Aunque el anuncio de la cancelación llegó más tarde, la serie estaba claramente viviendo un tiempo prestado».